# 若昂·迪亚士
若昂·迪亚士（葡萄牙語：João Dias）是15世纪葡萄牙航海家、探险家和殖民者。
1444年，葡萄牙派遣兰萨罗特·德拉古什率领6只轻快帆船组成的船队从拉古什出发，抵达位于非洲大陆西岸的阿尔金湾内的加尔萨斯岛进行了黑奴抓捕活动，并在航行中发现了阿尔金湾最大岛屿蒂德拉岛，若昂·迪亚士是该探险队的成员之一。除若昂·迪亚士外，随行参加此次航行的还有航海家吉尔·埃阿尼什和罗德里戈·阿尔瓦雷斯。
若昂·迪亚士儿子迪尼什·迪亚士和孙子巴尔托洛梅乌·迪亚士后来也都成为了活跃在非洲大陆西岸的航海家，巴尔托洛梅乌还为葡萄牙王室发现了好望角。